# Kamjanyec

A városalapító Vlagyimir Vasziljevics herceg szobra (1990)

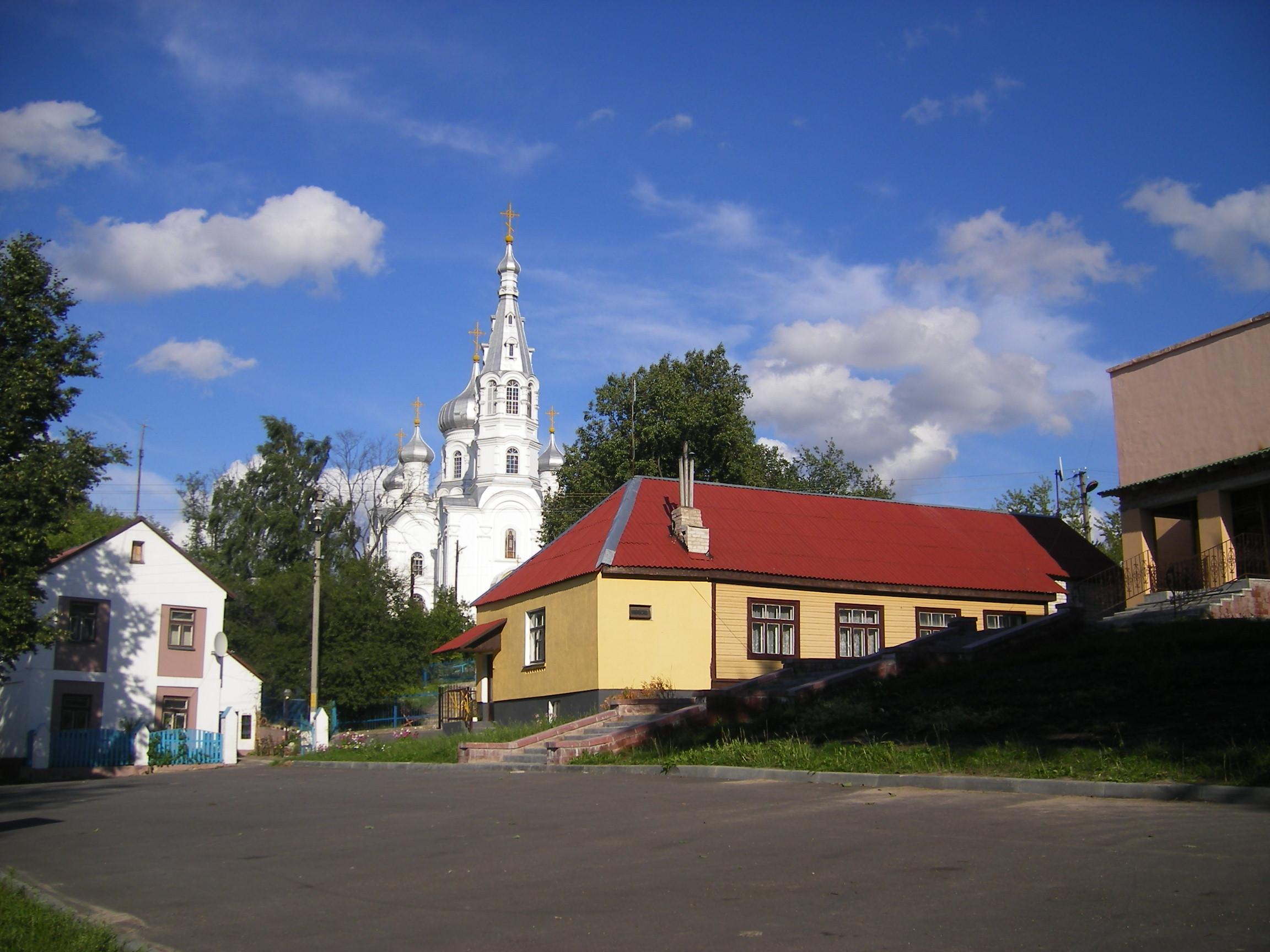
A Szent Szimeon-templom

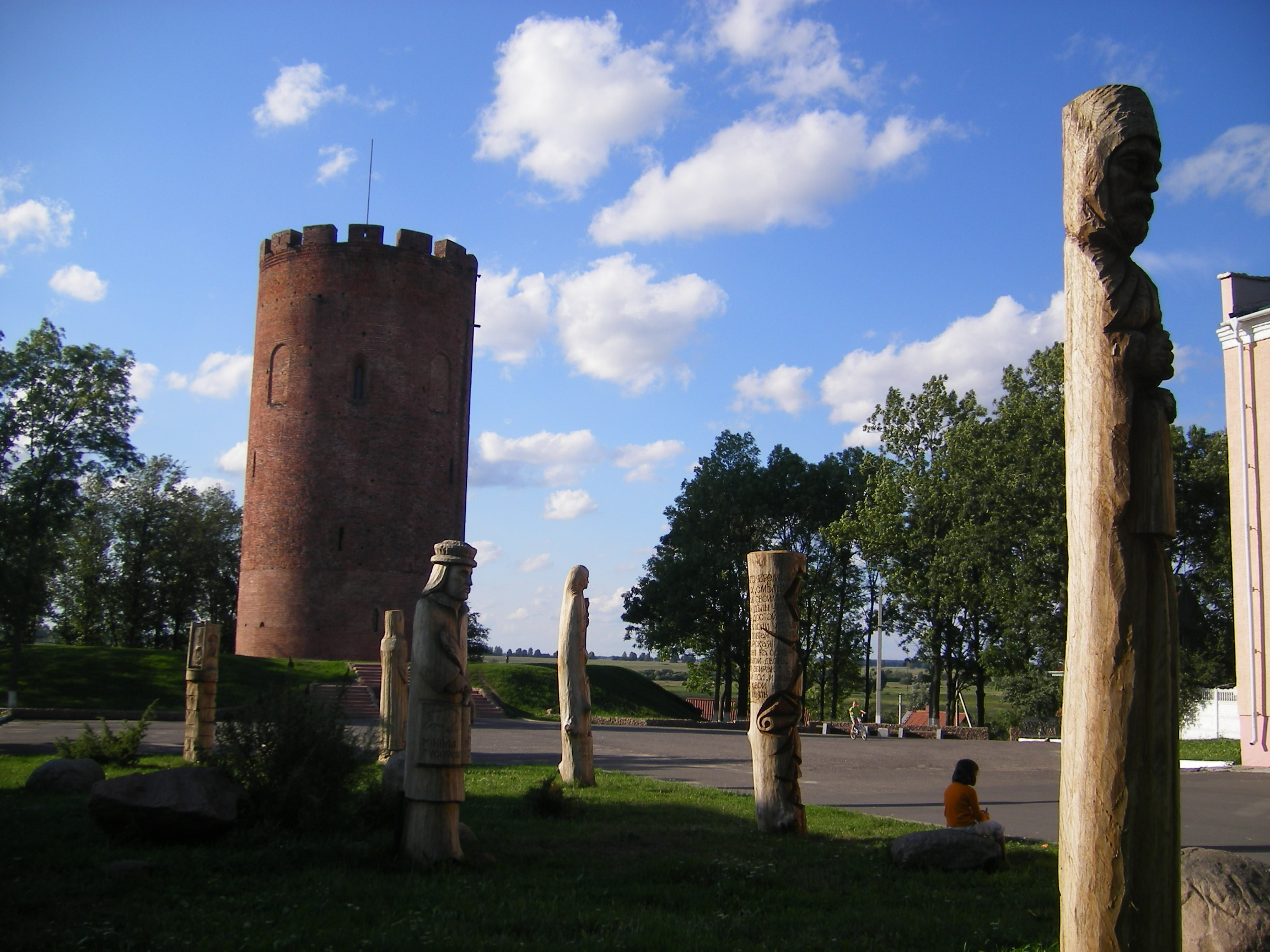
A Fehér-torony

Kamjanyec (belaruszul Камянец, oroszul Каменец [Kamenyec], lengyelül Kamieniec) város Fehéroroszország Breszti területének nyugati részén, a Kamjanyeci járás székhelye. 1795–1940 között a Kamenyec-Litovszk nevet viselte. Breszttől 39 km-re északra, a Ljasznaja folyó partján fekszik.

## Története
1276-ban kezdte el Vlagyimir Vasziljevics volhíniai herceg építtetni erődjét, melynek napjainkig megmaradt része a Fehér-torony. 1366-ban a Litván Nagyfejedelemség része lett. Az 1370-es években a német lovagrendek három ízben is megostromolták. 1413 és 1566 között járási (powiat) székhely volt, 1518-ban kapott magdeburgi városi jogokat. A 17. században korábbi funkcióit elveszítette, hanyatlásnak indult. 1795-ben Oroszországhoz csatolták. 1919-1939 között Lengyelországhoz tartozott. 1940-ben újra járási (rajon) székhely lett. 1941. június 22-1944. július 22. között német megszállás alatt volt. 1983. június 24-én kapta meg a városi címet.

## Gazdasága
Legfontosabb iparága a tejfeldolgozás és sajtgyártás (Kamenyeckij Szirogyelnij Závod) .

## Nevezetességek
A város jelképe a Fehér-torony (Belaja vezsa), a 13. századi erődítmény maradványa, mely mintegy 30 m magas, ötemeletes, 13 m átmérőjű henger alakú téglatorony. A közeli Belavezsszkaja Puscsa erről a toronyról kapta a nevét. Ma a breszti honismereti múzeum kihelyezett részlege működik benne. Közelében található a Szt. Szimeon-templom, melyet 1914-ben építettek oroszos stílusban. Az 1920-as években épült a Péter-Pál-templom, valamint a régi gimnázium épülete.

## Külső hivatkozások
- Nevezetességek